# Solidarna Republika
Solidarna Republika (fr. République solidaire, RS) – francuski prawicowy ruch polityczny, powołany w czerwcu 2010.
Solidarną Republikę jako organizację polityczną utworzył Dominique de Villepin podczas wiecu swoich zwolenników w Paryżu. Nowe ugrupowanie powstało w wyniku sporów w ramach centroprawicowej Unii na rzecz Ruchu Ludowego (UMP) pomiędzy byłym premierem i urzędującym prezydentem Nicolasem Sarkozym. Było postrzegane jako zaplecze Dominique'a de Villepin na potrzeby wyborów prezydenckich w 2012.
Akces do Solidarnej Republiki zgłosiło m.in. 9 deputowanych XIII kadencji i 1 senator (pozostających formalnie wciąż członkami UMP), a także byli wysocy urzędnicy rządowi – Azouz Begag i Brigitte Girardin. Dominique de Villepin nie wystartował mimo zapowiedzi w wyborach prezydenckich w 2012, a samo ugrupowanie nie rozwinęło szerszej działalności.